# Convolvulus lanuginosus
Espèce
Classification phylogénétique
Le Liseron duveteux ou Liseron laineux (Convolvulus lanuginosus) est une espèce végétale de la famille des Convolvulaceae.

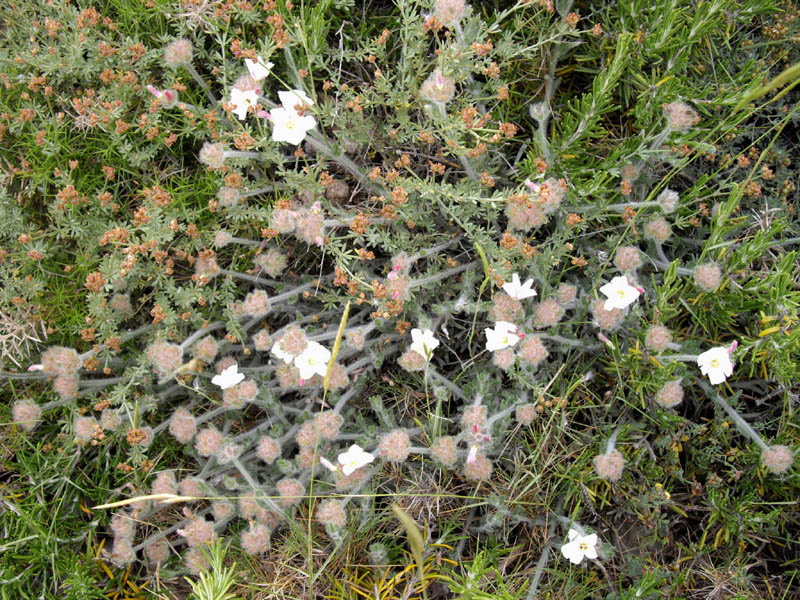
Aspect général.

## Habitat
Le Liseron laineux se développe dans les zones occupées par des buissons et des broussailles en milieu méditerranéen et dans les pinèdes.

## Répartition
Il est endémique des régions de l'ouest de la Méditerranée : Sud de la France et Espagne.

## Description
C'est un arbuste érigé, densément pubescent ce qui donne aux tiges un aspect argenté. Il possède de petites feuilles très velues linéaires ou linéaires-lancéolées, de 1-3 mm de large. Les fleurs sont blanches ou roses avec les nervures roses, en forme d'entonnoir, d'environ 2 cm de diamètre, subsessiles et groupées en inflorescences denses.

## Synonymes
- Convolvulus argenteus Pourret
- Convolvulus lanuginosus subsp. sericeus (Boiss.) Rivas Goday & Rivas Mart.